# Kanton Buzancy
Buzancy is een voormalig kanton van het Franse departement Ardennes. Het kanton maakte deel uit van het arrondissement Vouziers tot het op 1 januari 2015 werd opgeheven en de gemeenten werden toegevoegd aan het aangrenzende kanton Vouziers.

## Gemeenten
Het kanton Buzancy omvatte  de volgende gemeenten:
- Bar-lès-Buzancy
- Bayonville
- Belval-Bois-des-Dames
- La Berlière
- Briquenay
- Buzancy (hoofdplaats)
- Fossé
- Harricourt
- Imécourt
- Landres-et-Saint-Georges
- Nouart
- Oches
- Saint-Pierremont
- Sommauthe
- Tailly
- Thénorgues
- Vaux-en-Dieulet
- Verpel